# Mount Druitt
Mount Druitt ist ein Ort in New South Wales, Australien. Der Vorort von Sydney gehört zur Local Government Area (LGA) Blacktown City.

## Geschichte
Mount Druitt liegt auf dem Land der Darug.
Der Name stammt vom Ingenieur George Druitt (1755–1842), dem 1821 etwa 4000 Quadratmeter Land abgetreten wurden, die einen Großteil des heutigen Mount Druitt ausmachen. Mit seinem Tod wurde das Land verkauft. Ab den 1960er-Jahren wurde der Ort stadtplanerisch neu erschlossen, um der schnell wachsenden Bevölkerung von Blacktown Herr zu werden.

## Geographie
Der Ort liegt im Nordwesten der Metropolregion Sydney, etwa 38 Kilometer vom Stadtzentrum entfernt. Die Entfernung zu Blacktown beträgt acht Kilometer, die nach Penrith elf Kilometer. Mit 2713 Einwohnern/km² ist der Ort dicht besiedelt.
Im Westen bildet der Ropes Creek die Grenze von Mount Druitt. Entlang des Flusses erstreckt sich der Park Whalan Reserve. Die Grenze im Süden verläuft entlang des Great Western Highways. Im Osten liegt der Ort Rooty Hill, jenseits davon der Motorway WestLink (M7). 

## Demographie
Mit Stand von 2021 hatte Mount Druitt 16.986 Einwohner, von denen 12.730 die australische Staatsangehörigkeit besaßen. 394 Personen im Ort waren Aborigines, weitere zehn Einwohner Torres-Strait-Insulaner.
In Mount Druitt wohnten 2021 mit 1622 Menschen (9,55 %) überdurchschnittlich viele Personen aus den Philippinen (Landesweit: 1,16 %). Weitere Einwohner, die im Ausland geboren wurden, kamen aus Pakistan (1107), dem Irak (860) und Indien (801).
Das Medianalter lag bei 33 Jahren. Das mittlere Einkommen pro Person betrug 608 Australische Dollar, das mittlere Haushaltseinkommen lag bei 1478 AUD.

## Öffentliche Einrichtungen und Infrastruktur
In Mount Druitt gibt es insgesamt neun Bildungseinrichtungen, darunter die Mount Druitt Public School. Weiterhin gibt es 18 Parks sowie fünf öffentliche Sportstätten. Der Ort beherbergt zwei Filialen von Australia Post. Im Rahmen der öffentlichen Ordnung gibt es eine Feuerwehr sowie eine Polizeidienststelle. Im zentral gelegenen Westfield-Einkaufszentrum befindet sich eine Filiale von Services NSW.
Mount Druitt ist Haltepunkt der Bahnlinie T1 von Sydney Trains. Der Great Western Highway flankiert den Ort an seiner Südgrenze.